# Catã
Catã (em árabe: قحطان; romaniz.: Qahtan) é tradicionalmente o ancestral dos árabes do sul (Alárabe Alaribá) ou árabes nativos como os sabeus, também relacionado com o personagem bíblico Joctã. 

## História
Acredita-se que Catã foi o primeiro rei da Arábia e reinou no Iêmen em aproximadamente 2 000 a.C. e foi substituído por seu filho Iarube  A hipótese atual é que, no terceiro milênio a.C., as tribos do sul da Arábia teriam se reunido sob a direção de Catã. No final do segundo milênio a.C., na passagem da Idade do Bronze para a Idade do Ferro, surgiram cidades com muralhas defensivas e uma nova forma de organização social que levou ao estabelecimento dos reinos da região.

## Descendência
Essa população de  árabes do sul alega ser descendente do profeta Hude e afirmam serem representantes dos árabes de "estirpe pura". Mas estudos modernos mostraram que os catanitas pertencem ao mesmo grupo genético (alo-j1c3d) dos adenanitas o grupo alo do patriarca Abraão, como os especialistas em DNA o chamam. Tudo sugere que estas duas facções tribais são ismaelitas e que o ramo do profeta Hude parece estar extinto para sempre. 
A tradição genealógica árabe acredita que Ismael descendia de Catã e não o oposto; no entanto, os genealogistas que a apoiam essa abordagem permanecem em minoria. Entre os descendentes de Catã, podemos distinguir os Himiaritas e os calanitas. 
Entre as tribos calanitas podemos reconhecer os gassânidas e os lacmidas que se estabeleceram na Síria durante a era omíada. Estas tribos floresceram em vários estados, entre os quais os reinos de Sabá e  Himiar, cuja família dominante pertence à dinastia Tuba.